# معركة سفاكتيريا (1825)
كانت معركة سفاكتيريا معركة حرب الاستقلال اليونانية التي دارت في 8 مايو 1825 في سفاكتيريا بين القوات المصرية لإبراهيم محمد علي باشا والقوات اليونانية بقيادة النقيب أناستاسيوس تسامادوس مع ألكسندروس مافروكورداتوس.

## المعركة
بدأ إبراهيم، بقيادة جيش قوي وأسطول بحري، هجمات على باليوكاسترو وجزيرة سفاكتيريا. نتيجة لذلك، اندفع مافروكورداتوس للدفاع بينما أوقف النقيب تسامادوس هيدرا من قوات إبراهيم.
كان إبراهيم يهدف إلى الاستيلاء على جزيرة سفاكتيريا الصغيرة الإستراتيجية في وسط الخليج. هبط 1500 مصري على الجزيرة فقط ليواجهوا مقاومة من قبل تسامادوس الذي قاد فرقة صغيرة من البحارة والجنود. بعد إصابته برصاصة في ساقه ، واصل تسامادوس القتال حتى قُتل. خلال المعركة قُتل أيضًا سانتوري دي سانتاروسا.
هرع البحارة اليونانيون المتبقون مع مافروكورداتوس إلى سفينتهم، آريس ، وأبحروا عبر قصف بأربع وثلاثين سفينة. ولمدة أربع ساعات تعرضت للقصف وأسفر عن سقوط قتيلين وثمانية جرحى. أخيرًا، نجا الأسطول اليوناني والصليب اليوناني أريس من الدمار بعد ساعات من القتال والقصف.
بعد أيام من المعركة، سلم اليونانيون نيوكاسترو لإبراهيم.

## التداعيات
في عمل يائس، قرر الأدميرال مياوليس مهاجمة وحرق الأسطول المصري في ميثوني. أخيرًا، باستخدام السفن النارية، نجح في تدمير 12 سفينة (بما في ذلك طرادات وفرقاطة)، لكن لم يكن لها تأثير على إبراهيم، الذي كان لديه الآن القاعدة الرئيسية التي يريدها.